# Hörsterholzbach
Der Hörsterholzbach (auch Hörsterholzer Bach, historisch Eibecke genannt) ist ein Fließgewässer im Bochumer Stadtteil Dahlhausen. 
Er fließt entlang der Straßen Hörsterholz und Im Ruhrort. Der Bach mündet zwischen dem Bahnhof Dahlhausen und dem Eisenbahnmuseum in die Ruhr.
Die Pingen und Haldenzungen in seinem Tal weisen auf einen älteren Bergbau im Tagebau hin. Der Abbau in Stollenzechen begann vermutlich um 1770. Für die Zeche Vereinigte General & Erbstollen wurde zu Beginn des 19. Jahrhunderts die Generaler Kohlenbahn angelegt. Heute führt der Bergbauwanderweg Dahlhausen durch dieses Tal.
Die Gewässergüte des Bachs liegt zwischen I und II. Zu den Tierarten zählen der Feuersalamander, der Grasfrosch und der Fadenmolch. Der letzte Abschnitt des Bachlaufs lag ursprünglich im Bereich des Werks von Dr. C. Otto und wurde begradigt. Die letzten 700 m des Bachlaufs sind vollständig verrohrt. 
Der Dr.-C.-Otto-Siepen war ein ehemaliger Zufluss des Hörsterholzbachs. Beide sind Teil des 2020 ausgewiesenen Naturschutzgebiets Dr.-C.-Otto-Wald und Hörsterholz